# Stycke
Stycke är en benämning på en sammanhängande bit text, som består av ett antal meningar (eller minst en), och som börjar på en ny rad. Stycken skiljs från varandra med blankrader eller indrag. Ursprunget till det moderna bruket av stycken i skriven form kan spåras till antikens retorik respektive traditionen med särskilt utsirade och stora begynnelsebokstäver som markör av kapitelindelning under medeltiden. 

## Historik
Den antika retoriken kan ses som föregångaren till ett medvetet bruk av styckeindelningar i det skrivna språket. Till det grundläggande i retoriken hör de fem delarna, inventio (insamlandet av stoff), dispositio (disposition), elocutio (att ge en "språklig dräkt" till det insamlade och strukturerade stoffet), memoria (att lära sig det utantill) och pronuntiatio/actio (framförandet). "Stycken" och därmed pauser och rytm kommer naturligt in i alla dessa faser.
Under medeltiden, exempelvis på 1200-talet, var skrivkonsten ett blomstrande hantverk. Vid kopieringen av skrifter lämnade skrivarna ofta ett lagom stort tomt utrymme i början av varje kapitel, så att illustratören där kunde infoga sina större och mer dekorativa bokstäver. Denna tradition med särskilt utsirade begynnelsebokstäver som kapitelinledning levde vidare även sedan tryckkonsten ersatt handskrivarna. Denna tradition kan ses som föregångaren till dagens indrag.